# Lijst van koloniale aardrijkskundige benamingen in Congo

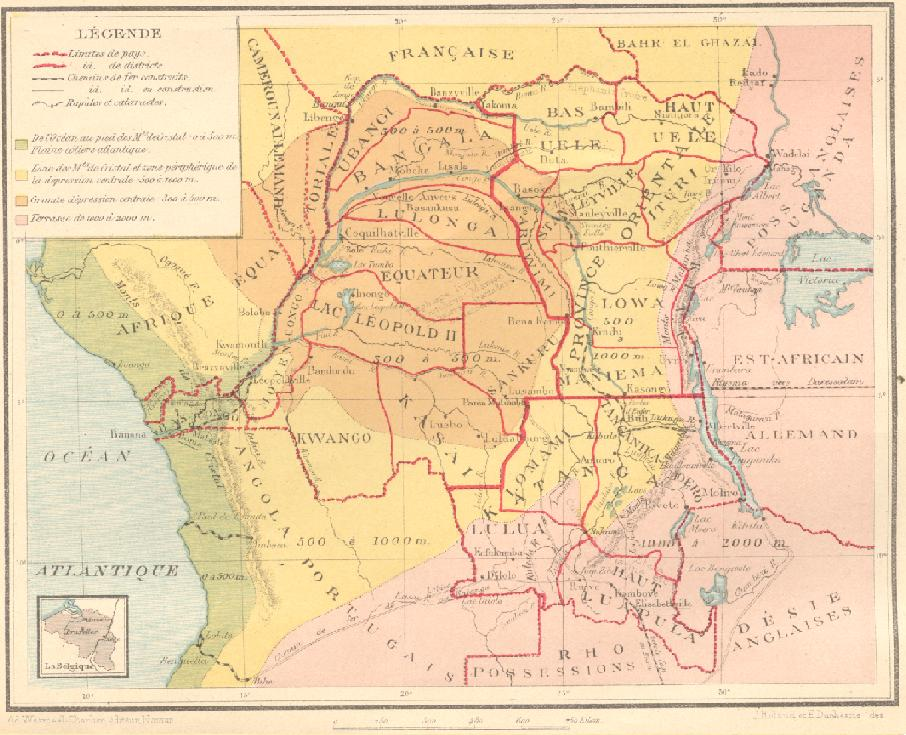
Kaart van Belgisch-Congo uit 1914.

Dit is een lijst van koloniale aardrijkskundige benamingen in Congo, zoals die golden ten tijde van de Onafhankelijke Congostaat (1885-1908), Belgisch-Congo (1908-1960) en de eerste jaren na de Congolese onafhankelijkheid. Vanwege de meertaligheid van België waren er zowel Franstalige als Nederlandstalige koloniale benamingen. Veelal kregen steden de naam van invloedrijke Belgische koloniale figuren. Naar aanleiding van de zaïrisering verving de Congolese dictator Mobutu Sese Seko de koloniale aardrijkskundige benamingen door Afrikaanse namen. Tevens herdoopte hij Congo tot Zaïre.

## Steden

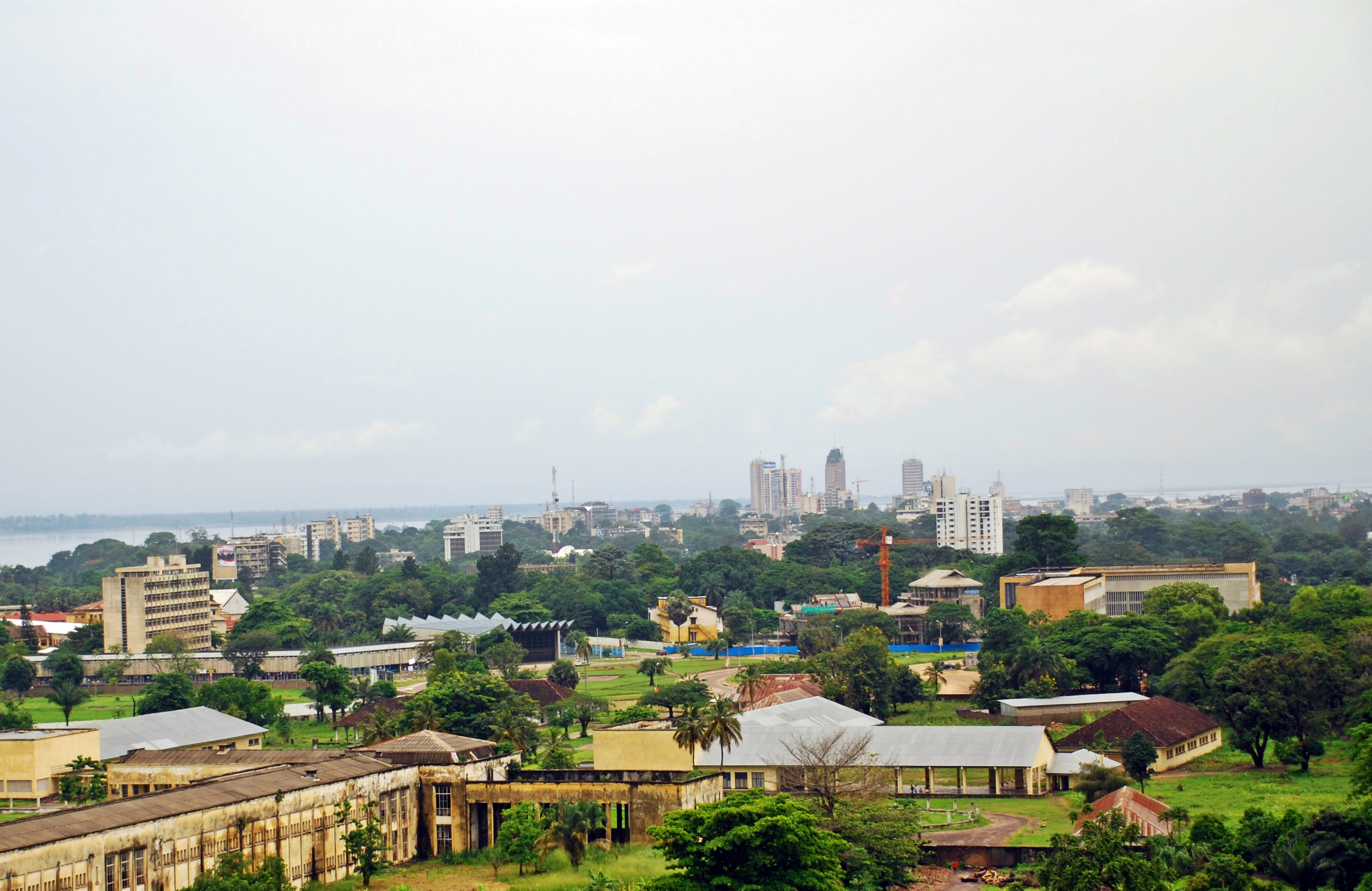
Kinshasa, voordien gekend als Leopoldstad of Léopoldville.

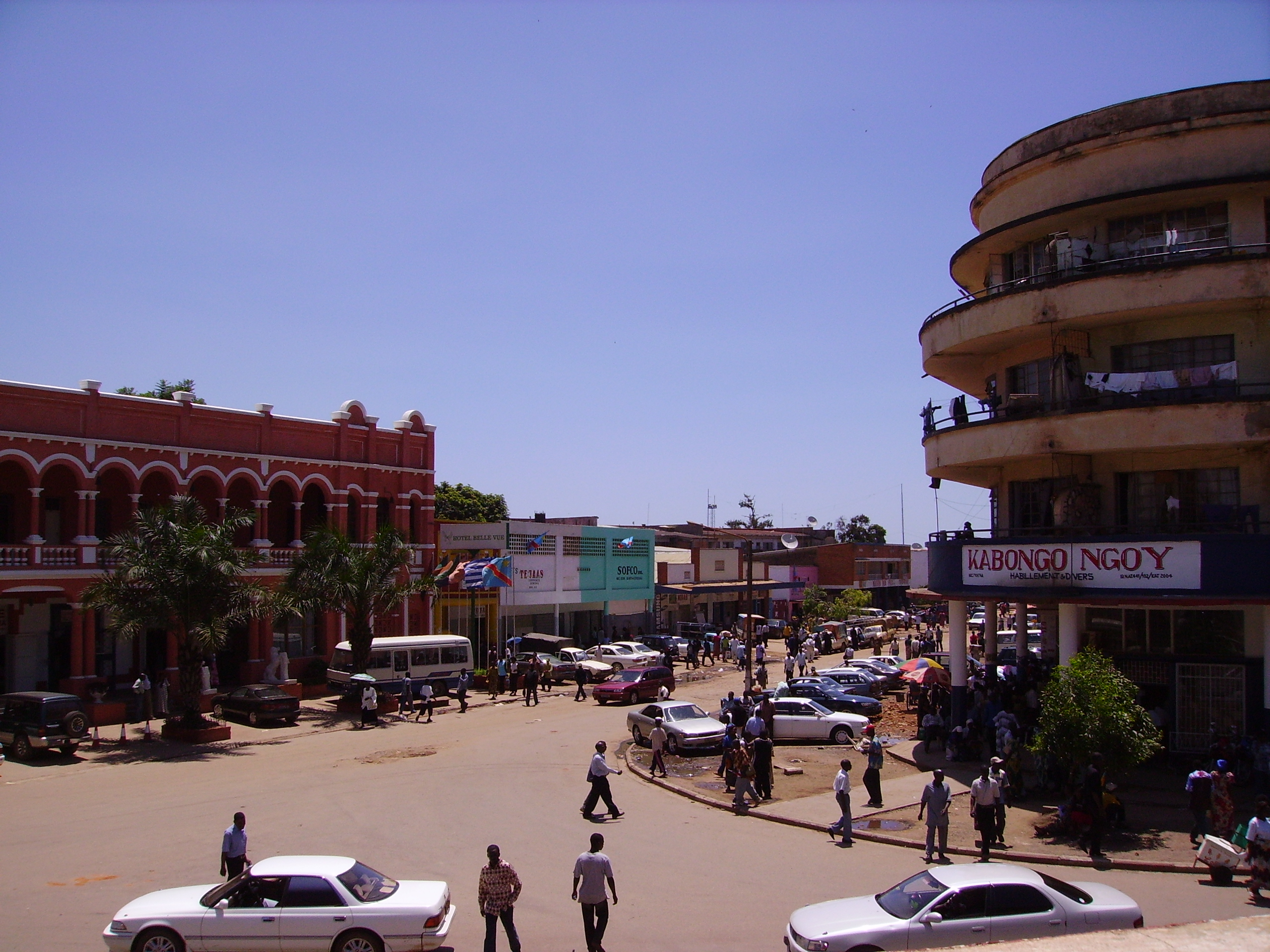
Lubumbashi, voordien gekend als Elisabethstad of Élisabethville.

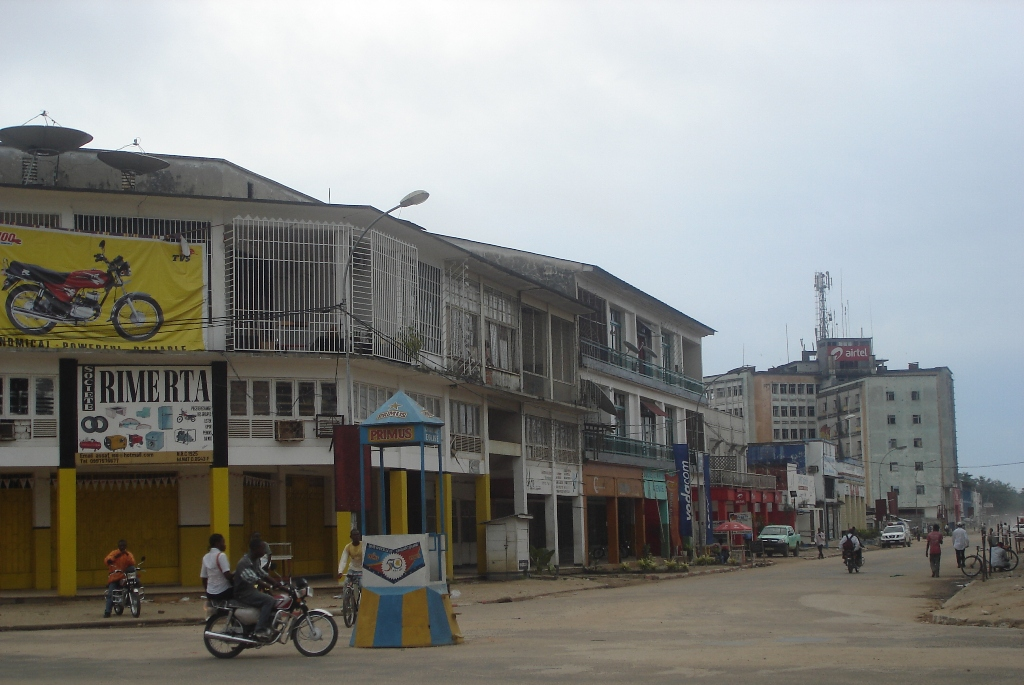
Kisangani, voordien gekend als Stanleystad of Stanleyville.

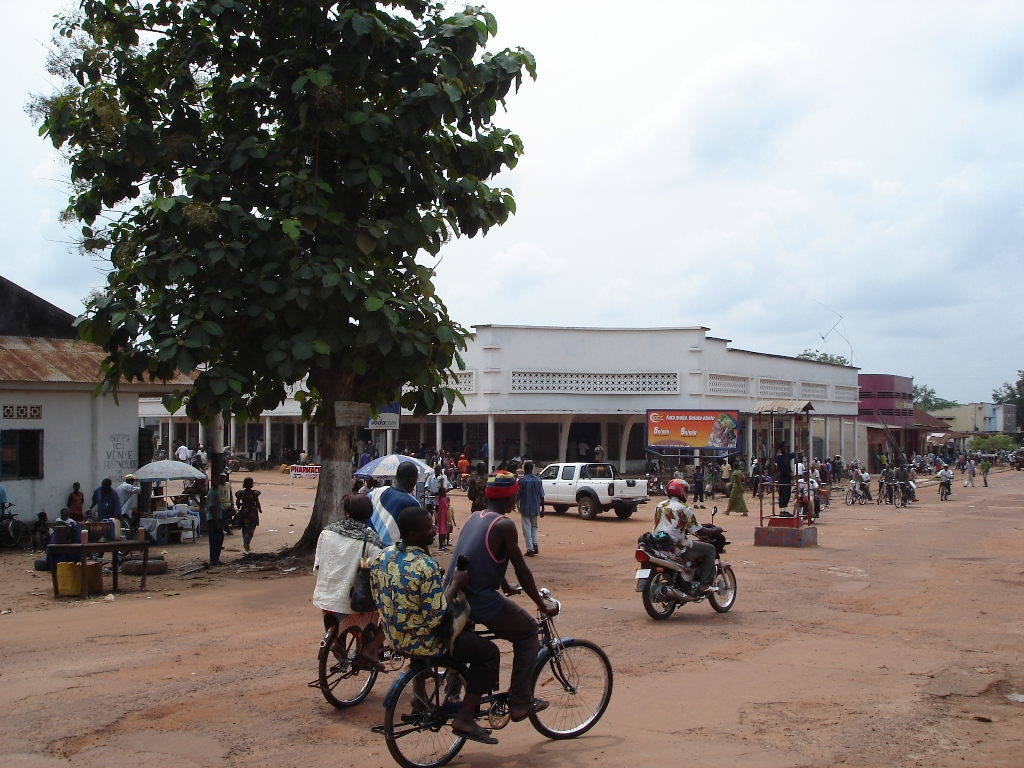
Mbandaka, voordien gekend als Cocquilhatstad of Coquilhatville.

| Huidige naam                            | Voormalige naam in het Frans           | Voormalige naam in het Nederlands     | Naamsverklaring |
| --------------------------------------- | -------------------------------------- | ------------------------------------- | --- |
| Aketi                                   | Aketi Port-Chaltin                     | Aketi-Chaltinhaven                    | Genoemd naar Louis-Napoléon Chaltin, een Belgisch koloniaal militair officier ten tijde van de Onafhankelijke Congostaat.    |
| Bandundu                                | Banningville                           | Banningstad                           | Genoemd naar Émile Banning, een invloedrijk een Belgisch ambtenaar en diplomaat en vertrouweling van Leopold II.             |
| Boteka                                  | Flandria                               | Flandria                              | Genoemd naar Vlaanderen, het noordelijke deel van België.                                                                    |
| Bukavu                                  | Costermansville                        | Costermansstad                        | Genoemd naar Paul Costermans, een koloniaal bestuurder ten tijde van de Onafhankelijke Congostaat.                           |
| Djokupunda                              | Charlesville                           | Charlesstad                           | |
| Gombe (gemeente van Kinshasa)           | Kalina                                 | Kalina                                | Genoemd naar Ernest Kalina, een Oostenrijkse metgezel van Henry Morton Stanley.                                              |
| Ilebo                                   | Port-Francqui                          | Francquihaven                         | Genoemd naar Émile Francqui, een Belgisch diplomaat en zakenman.                                                             |
| Isiro                                   | Paulis                                 | Paulis                                | Genoemd naar Albert Paulis, een Belgische kolonel.                                                                           |
| Kalemie                                 | Albertville                            | Albertstad                            | Genoemd naar de Belgische koning Albert I.                                                                                   |
| Kananga                                 | Luluabourg                             | Luluaburg                             | Genoemd naar de nabijgelegen rivier Lulua.                                                                                   |
| Kasa-Vubu (wijk van Kinshasa)           | Dendale                                | Dendale                               | |
| Kikwit                                  | Poto-Poto                              |                                       | |
| Kindu                                   | Kindu Port-Émpain                      | Kindu Empain-Haven                    | Genoemd naar baron Édouard Empain, een Belgisch industrieel.                                                                 |
| Kinshasa                                | Léopoldville                           | Leopoldstad                           | Genoemd naar Leopold II, koning der Belgen en souverein van de Onafhankelijke Congostaat.                                    |
| Kisangani                               | Stanleyville                           | Stanleystad                           | Genoemd naar Henry Morton Stanley, een Brits ontdekkingsreiziger ten dienste van Leopold II.                                 |
| Kwilu Ngongo                            | Moerbeke                               | Moerbeke                              | Genoemd naar de Belgische thuishaven van Maurice Lippens, gouverneur-generaal van Belgisch-Congo.                            |
| Likasi                                  | Jadotville                             | Jadotstad                             | Genoemd naar Jean Jadot, een Belgisch koloniaal industrieel en topman van de Generale Maatschappij.                          |
| Lingwala (wijk van Kinshasa)            | Saint-Jean                             | Sint-Jan                              | Genoemd naar de apostel Johannes.                                                                                            |
| Lubao                                   | Sentery                                | Sentery                               | |
| Lubumbashi                              | Élisabethville                         | Elisabethstad                         | Genoemd naar de Belgische koningin Elisabeth.                                                                                |
| Lufu-Toto                               | Cattier                                | Cattier                               | Genoemd naar Félicien Cattier, een Belgisch bankier, financier en filantroop.                                                |
| Luila                                   | Wolter                                 | Wolter                                | |
| Lukutu                                  | Elisabetha                             | Elisabetha                            | Genoemd naar de Belgische koningin Elisabeth.                                                                                |
| Lusanga                                 | Leverville                             | Leverstad                             | Genoemd naar Lever Brothers, een Brits bedrijf actief in de Onafhankelijke Congostaat (nu onderdeel van Unilever).           |
| Makanza                                 | Nouvelle-Anvers                        | Nieuw-Antwerpen                       | Genoemd naar de Belgische havenstad Antwerpen, van waaruit schepen naar Congo vertrokken.                                    |
| Makiso                                  | Stanley                                | Stanley                               | Genoemd naar Henry Morton Stanley, een Brits ontdekkingsreiziger ten dienste van Leopold II.                                 |
| Mapangu                                 | Brabanta                               | Brabanta                              | Genoemd naar de Belgische provincie Brabant.                                                                                 |
| Matonge (wijk van Kinshasa)             | Renkin                                 | Renkin                                | Genoemd naar Jules Renkin, de eerste minister van Koloniën en later ook eerste minister van België.                          |
| Mbandaka                                | Coquilhatville, voordien Équateurville | Cocquilhatstad, voordien Evenaarsstad | Genoemd naar Camille Coquilhat, een Belgisch koloniaal soldaat en vice-gouverneur-generaal van de Onafhankelijke Congostaat. |
| Mbanza-Ngungu                           | Thysville                              | Thysstad                              | Genoemd naar Albert Thys, een Belgisch koloniaal en aanlegger van de spoorweg tussen Matadi en Leopoldstad.                  |
| Moba                                    | Baudouinville                          | Boudewijnstad                         | Genoemd naar de Belgische prins Boudewijn, neef en lange tijd vermoedelijke troonopvolger van Leopold II.                    |
| Mobayi-Mbongo                           | Banzyville                             | Banzystad                             | |
| Mbuji-Mayi                              | Bakwanga                               | Bakwanga                              | |
| Ngaliema (Kinshasa) (wijk van Kinshasa) | Stanley                                | Stanley                               | Genoemd naar Henry Morton Stanley, een Brits ontdekkingsreiziger ten dienste van Leopold II.                                 |
| Nsiamfumu                               | Vista                                  | Vista                                 | |
| Nzoro                                   | Vankerckhovensville                    | Vankerckhovenstad                     | Genoemd naar Willem Frans Van Kerckhoven, een Belgisch koloniaal soldaat                                                     |
| Tshilundu                               | Mérode                                 | Mérode                                | Genoemd naar het huis Merode.                                                                                                |
| Ubundu                                  | Ponthierville                          | Ponthierstad                          | Genoemd naar Pierre Ponthier, een Belgisch koloniaal militair.                                                               |

## Overige aardrijkskundige namen

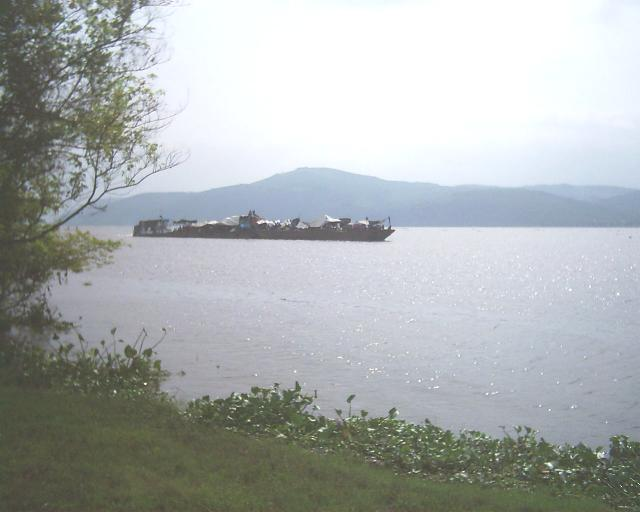
Pool Malebo, voordien gekend als Stanley Pool.

| Huidige naam           | Voormalige naam in het Frans | Voormalige naam in het Nederlands | Naamsverklaring                                                                              |
| ---------------------- | ---------------------------- | --------------------------------- | -------------------------------------------------------------------------------------------- |
| Boyomawatervallen      | Stanley Falls                | Stanleywatervallen                | Genoemd naar Henry Morton Stanley, een Brits ontdekkingsreiziger ten dienste van Leopold II. |
| Mai-Ndombemeer         | Lac Léopold II               | Leopold II-meer                   | Genoemd naar Leopold II, koning der Belgen en souverein van de Onafhankelijke Congostaat.    |
| Pool Malebo            | Stanley Pool                 | Stanley Pool                      | Genoemd naar Henry Morton Stanley, een Brits ontdekkingsreiziger ten dienste van Leopold II. |
| Mayumbe                | Crystal                      | Crystal                           |                                                                                              |
| Nationaal Park Virunga | Parc Albert                  | Albert Park                       | Genoemd naar de Belgische koning Albert I.                                                   |